# Regaty Chicago – Mackinac

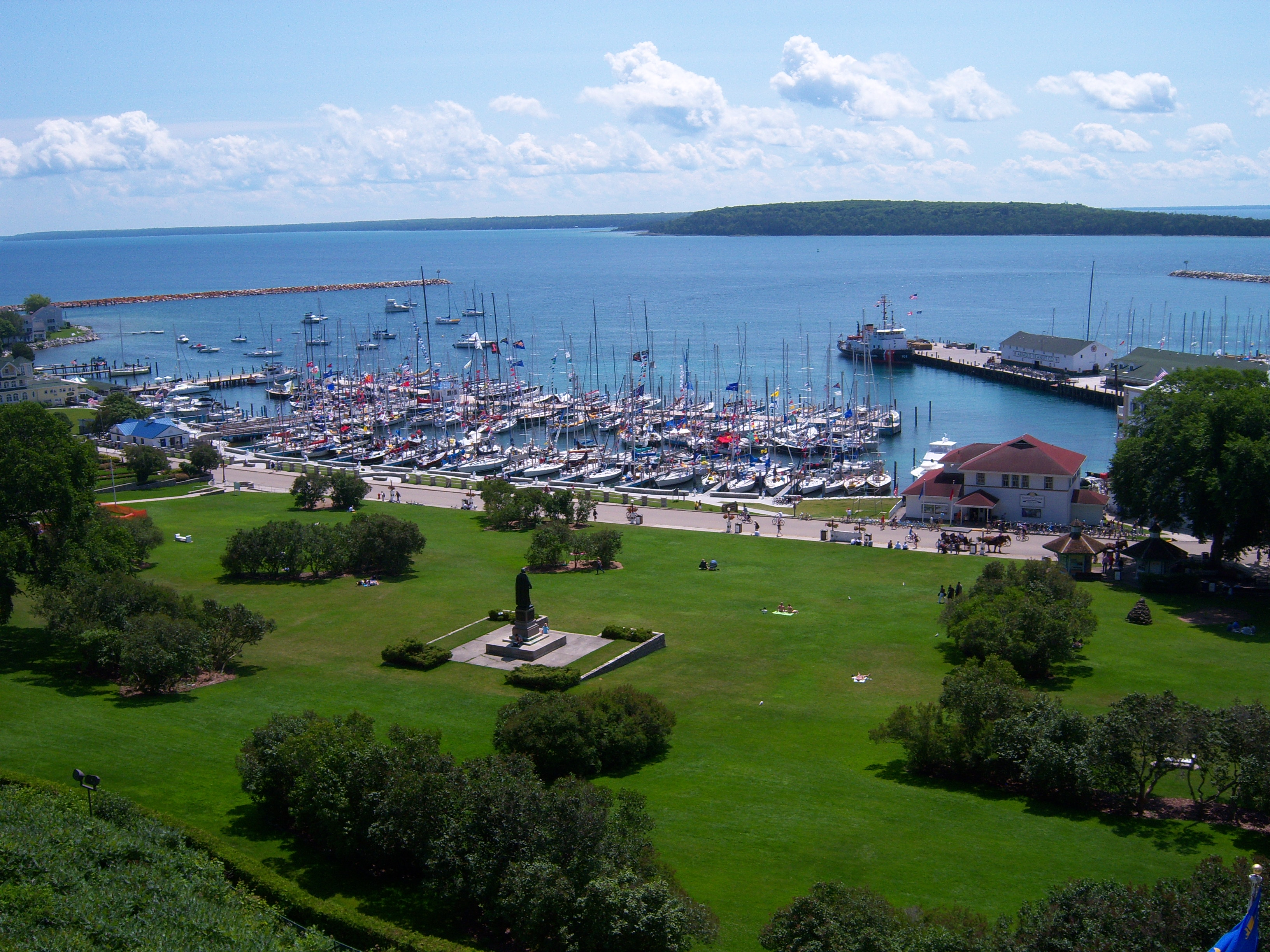
jachty w przystani Mackinac (2009)

Regaty Chicago – Mackinac – jedne z największych na świecie regat jachtów na wodach śródlądowych, organizowane corocznie od 1898 roku przez Chicago Yacht Club.

## Specyfikacja i rekordy
Trasa o długości 333 mi (535,91 km) wiedzie z Chicago do cieśniny i wyspy Mackinac, gdzie jezioro Michigan łączy się z jeziorem Huron.
Absolutny rekord pobił w roku 1998 milioner i łowca rekordów Steve Fossett pokonując trasę w 18 godzin i 50 minut na katamaranie „Stars and Stripes”. Rekord w kategorii jachtów jednokadłubowych należy do Roya E. Disneya, który pokonał trasę w 23 godziny i 30 minut na łodzi „Pyewacket” w 2002 roku.

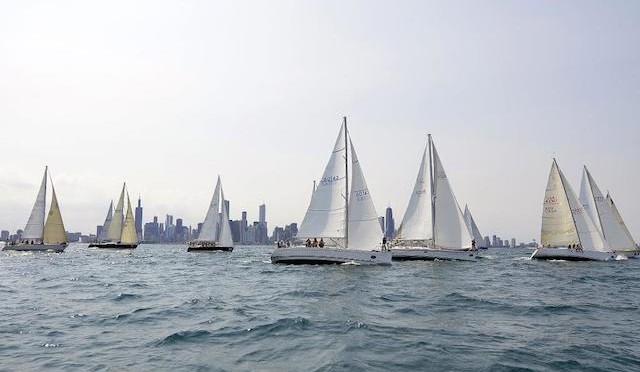
wyścig (2014)

Pierwsze regaty, które odbyły się w 1898 roku wygrał slup „Vanenna”, pokonując cztery inne łodzie. Uczestnicy, którzy zaliczyli 25 startów, otrzymują honorowy tytuł Island Goat. Każdego roku podczas Goats’ Annual Spring Gala stowarzyszenie Island Goats Sailing Society honoruje zwycięzców nagrodami IGSS Freshwater Award, Master Mariners Trophy i Special Goat Honors (Fastest Goat to Mackinac Trophy, "Smoked" Goat Award, Double Goat Honor Roll).
W 2008 roku regaty rozegrane zostały po raz setny.